# Crans-près-Céligny
Crans (toponimo francese) è un comune svizzero di 2 193 abitanti del Canton Vaud, nel distretto di Nyon.

## Geografia fisica
Crans è bagnato dal lago di Ginevra e fa parte della regione della Terre-Sainte.

## Monumenti e luoghi d'interesse

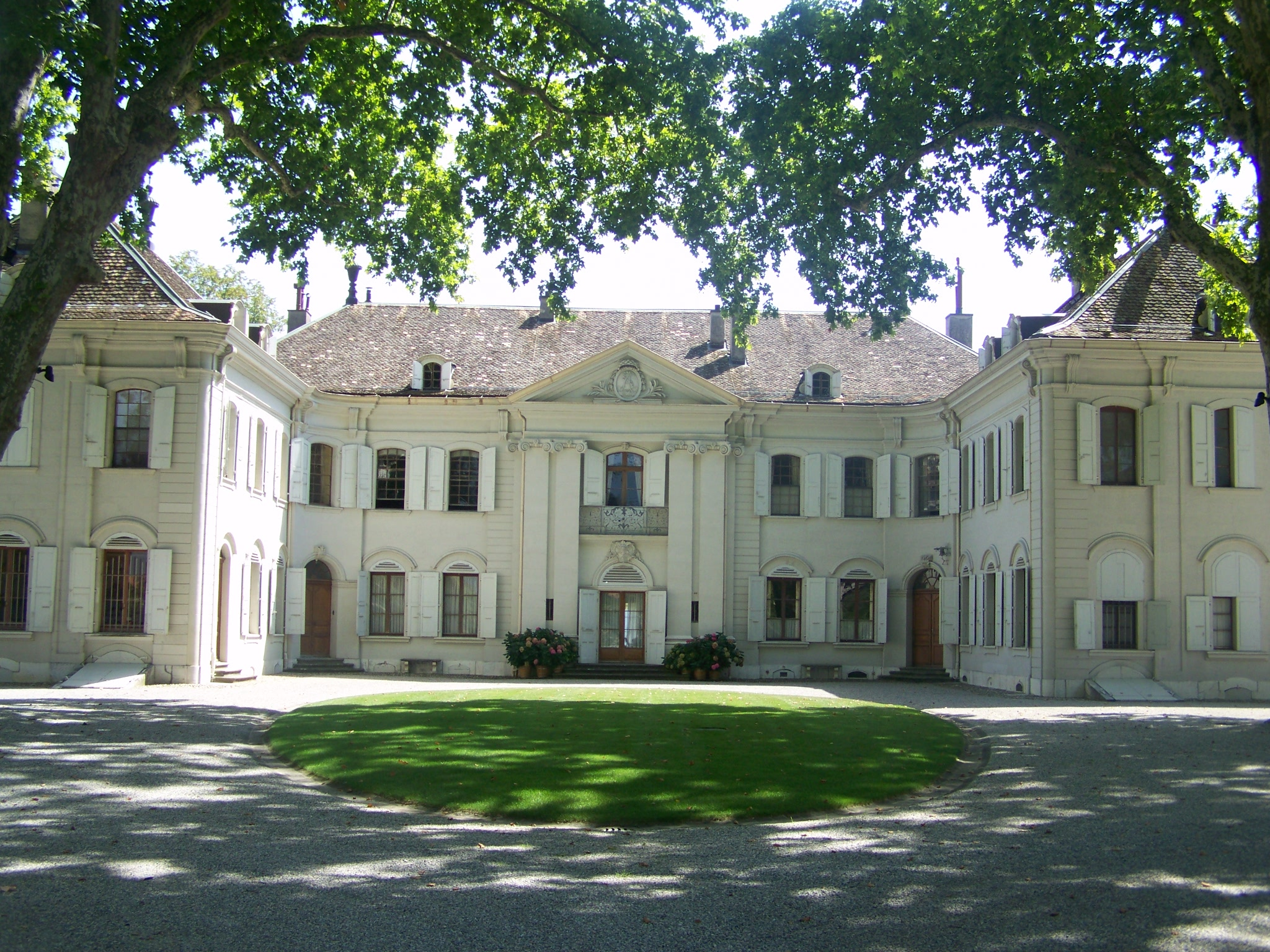
Il castello di Crans

- Chiesa riformata, attestata dal 1500[1].
- Castello di Crans, eretto nel 1764-1769[1].

## Società

### Evoluzione demografica
L'evoluzione demografica è riportata nella seguente tabella:
Abitanti censiti

## Infrastrutture e trasporti
Crans è servito dall'omonima stazione sulla ferrovia Losanna-Ginevra.

## Amministrazione
Ogni famiglia originaria del luogo fa parte del cosiddetto comune patriziale e ha la responsabilità della manutenzione di ogni bene ricadente all'interno dei confini del comune.